# Hồ Table Rock
Hồ Table Rock là một hồ nước nhân tạo hoặc hồ chứa ở Ozarks ở tây nam Missouri và tây bắc Arkansas. Hồ bị ngăn đập bởi Đập đá Table Rock (nằm ở 36.595374 ° B 93.311137 ° T) được xây dựng từ 1954–58 trên sông White bởi Quân đoàn Công binh Lục quân Hoa Kỳ.
Đây là một trong những điểm thu hút phổ biến của thị trấn Branson, Missouri gần đó. Có một số bến du thuyền thương mại dọc theo hồ, và Công viên Table Rock State nằm ở phía đông, cả phía bắc và phía nam của đập Table Rock. Phía hạ lưu từ đập, Bộ Bảo tồn Missouri điều hành một trại sản xuất giống cá, được sử dụng để nuôi cá hồi chấm ở hồ Taneycomo. Nước lạnh chảy ra từ con đập tạo ra một môi trường câu cá hồi ở hồ Taneycomo.
Nhiệt độ khu vực hồ thay đổi theo mùa:
- Mùa Xuân: 56 đến 77 °F (25 °C)
- Mùa Hè: 85 to 90 °F (32 °C)
- Mùa Thu: 71 to 82 °F (28 °C)
- Mùa Đông: 42 to 47 °F (8 °C)

Số liệu hồ
Kích thước hồ và đập
- Chiều dài đập: 6.423 foot (1.958 m)
- Chiều dài phần bê tông: 1.602 foot (488 m)
- Chiều cao tối đa của đập trên đáy suối: 252 foot (77 m)
- Bê tông trong đập: 1.230.000 thước khối Anh (940.000 m3)
- Đất lấp: 3.320.000 thước khối Anh (2.540.000 m3)

## Tai nạn
Vụ tai nạn thuyền vịt hồ Table Rock một sự cố xảy ra vào buổi tối ngày 19 tháng 7 năm 2018, trên hồ Table Rock ở Ozarks gần Branson, Missouri, trong đó một chiếc thuyền vịt, với 31 người trên tàu, bị lật do gió lớn liên quan đến giông bão mạnh gần đó, dẫn đến 17 ca tử vong.